# Flugan (Skogs socken, Hälsingland, 677513-155103)
Flugan är en sjö i Söderhamns kommun i Hälsingland och ingår i Skärjåns huvudavrinningsområde. Sjön har en area på 0,069 kvadratkilometer och ligger 93,1 meter över havet. Sjön avvattnas av vattendraget Skärjån (Tönsån).

## Delavrinningsområde
Flugan ingår i det delavrinningsområde (677498-155077) som SMHI kallar för Utloppet av Flugan. Medelhöjden är 113 meter över havet och ytan är 0,96 kvadratkilometer. Räknas de 25 avrinningsområdena uppströms in blir den ackumulerade arean 93,15 kvadratkilometer. Avrinningsområdets utflöde Skärjån (Tönsån) mynnar i havet. Avrinningsområdet består mestadels av skog (87 procent). Avrinningsområdet har 0,07 kvadratkilometer vattenytor vilket ger det en sjöprocent på 7,2 procent.